# 拜倫 (印第安納州拉波特縣)
拜倫（英語：Byron）是位於美國印地安納州拉波特縣的一個非建制地區。該地的面積和人口皆未知。

## 歷史
拜倫成立並測量於1836年。